# 旦场镇
旦场镇，是中华人民共和国广东省茂名市电白区下辖的一个乡镇级行政单位。

## 行政区划
旦场镇下辖以下地区：
旦场社区、花园村、红花坡村、低山村、金村、白腊塘村、大伞岭村、平湖村、红花村、蕉仔村、楼阁堂村、生龙村、旦河村、松山村、青福村和王村。